# Mitch Mitch
Mitch Mitch (ou Mitmikch) est une localité du Cameroun située au sud du lac Tchad, dans le département du Logone-et-Chari et la Région de l'Extrême-Nord. Elle fait partie de la commune de Goulfey et du canton de Amfara.
Le personnage joué par Bernard Blier porte le nom de cette ville dans le film Cent mille dollars au soleil (Henri Verneuil, 1964), en raison de son expérience de l'Afrique.

## Population
Lors du recensement de 2005, on y a dénombré 884 personnes.